# Hanford (Washington)
Hanford era una petita comunitat agrícola al Comtat de Benton (Washington), Estats Units. Tant Hanford com White Bluffs van ser despoblats el 1943 per tal de donar lloc a la instal·lació de producció nuclear coneguda com a Hanford Site. La població estava situada al territori que actualment és el sector "100F" del solar.
La ciutat original, anomenada així pel jutge i president de l'empresa de regadiu Cornelius H. Hanford, va establir-se el 1907 en uns terrenys comprats per la companyia d'energia i aigua local. El 1913 la ciutat tenia un enllaç ferroviari amb el ferrocarril transcontinental de Chicago, Milwaukee & St. Paul Railway Co. v. Minnesota, també conegut com "el ferrocarril elèctric". El 1925 la ciutat en auge va gaudir d'una gran demanda agrícola i disposava d'un hotel, un banc i escoles primàries i secundàries.
El govern federal va expropiar Hanford per deixar lloc a Hanford Site. Els residents van rebre un avís de desallotjament de trenta dies el 9 de març de 1943. La majoria dels edificis van ser arrasats, amb l'excepció de l'antiga Hanford High School. Va ser utilitzat durant la Segona Guerra Mundial com a oficina de gestió de la construcció.
L'escola secundària de Hanford, tot i que malmesa a causa de pràctiques dels SWAT, encara es manté avui i es pot veure des de l'autobús turístic de Hanford que gestiona  el govern dels EUA. Hanford ara està protegit com a part del Manhattan Project National Historical Park.

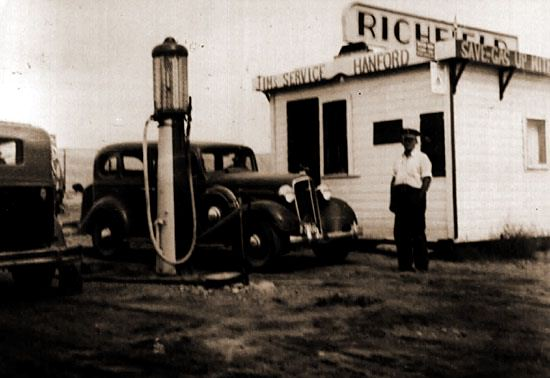
Estació de servei a Hanford, 1930
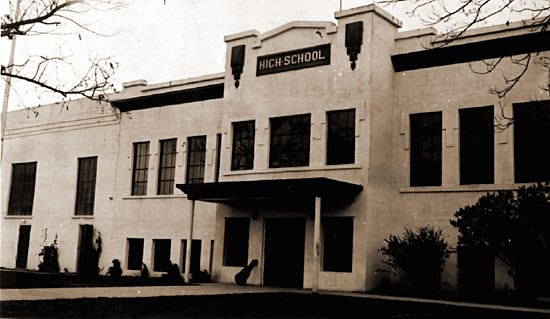
Hanford High School, 1925
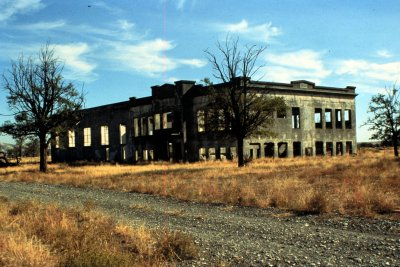
Hanford High School, després del seu ús per a l'entrenament militar